# غلامرضا مرحبا
غلامرضا مرحبا (زادهٔ ۸ مرداد ۱۳۵۶) سیاستمدار ایرانی و نمایندهٔ سابق مجلس شورای اسلامی از حوزه انتخابیه آستارا است. او در مجلس یازدهم، عضو کمیسیون اقتصادی بود که در اجلاسیهٔ دوم (۱۴۰۱–۱۴۰۰) به عنوان سخنگو و در اجلاسیهٔ چهارم (۱۴۰۳–۱۴۰۲) به عنوان نایب‌رئیس کمیسیون انتخاب شد. مرحبا سابقهٔ یک دوره انتخاب از سوی نمایندگان مجلس به عنوان عضو ناظرِ مجلس در شورای اقتصاد، و نیز یک دوره به عنوان عضو ناظرِ مجلس در شورای پول و اعتبار را دارد. همچنین وی سخنگوی فراکسیون شاهد و عضو فراکسیون شوراها، مدیریت شهری و روستایی بود.

## زندگی‌نامه
غلامرضا مرحبا دارای دیپلم علوم تجربی از دبیرستان حکیم نظامی، کارشناسی مدیریت بازرگانی از دانشگاه شاهد، کارشناسی‌ارشد مدیریت بازرگانی از دانشگاه آزاد اسلامی واحد تهران مرکزی، و دکترای حرفه‌ای مدیریت استراتژیک از دانشگاه عثمانیه است. مرحبا پیش از ورود به مجلس، از کارشناسان ارشد بانک ملی ایران بوده و سمت‌هایی مانند معاونت اداره‌کل آموزش، معاونت اداره‌کل روابط عمومی، و دبیری کمیته عالی تبلیغات و بازاریابی در بانک ملی ایران را تجربه کرده بود. مرحبا عضو انجمن روابط عمومی ایران است.

## سابقه انتخاباتی
غلامرضا مرحبا برادرزادهٔ شاپور مرحبا نمایندهٔ سابق آستارا در دوره‌های چهارم، پنجم و هفتم است. صلاحیت شاپور مرحبا در دوره‌های نهم و دهم از سوی شورای نگهبان رد شده‌است. غلامرضا مرحبا در انتخابات مجلس دهم، از حوزه انتخابیه تهران، ری، شمیرانات، اسلامشهر و پردیس ثبت‌نام کرده و صلاحیت خود را از شورای نگهبان دریافت کرد. او سپس نامزدی خود را، پیش از شروع رسمی تبلیغات انتخاباتی، به حوزه انتخابیه آستارا منتقل کرد که با حمایت دیرهنگام ائتلاف بزرگ اصول‌گرایان در آخرین روز تبلیغات همراه شد. با این حال، مرحبا در انتخاباتِ آن سال، از ولی داداشی شکست خورد.
چهار سال بعد، او در انتخابات مجلس یازدهم طی رقابت با ولی داداشی نمایندهٔ وقت آستارا و نامزد مورد حمایت شورای ائتلاف نیروهای انقلاب اسلامی، اسد معانی نامزد مورد حمایت حامیان دولت روحانی، و فرشاد پورافقی نامزد مورد حمایت یاران هاشمی موفق شد به مجلس راه یابد. پس از انتخابات مجلس یازدهم، خبرگزاری‌های فارس و تسنیم، غلامرضا مرحبا را در هیچ‌کدام از طیف‌های اصول‌گرایان، اصلاح‌طلبان و یا اعتدال‌گرایان دسته‌بندی نکردند.
| سال  | انتخابات          | میزان رأی | ٪     | رتبه | نتیجه  | م.     |
| ---- | ----------------- | --------- | ----- | ---- | ------ | ------ |
| ۱۳۹۴ | مجلس شورای اسلامی | ۱۰٬۶۰۸    | ۲۰٫۸۵ | ۲    | شکست   | [ ۲۱ ] |
| ۱۳۹۸ | مجلس شورای اسلامی | ۱۴٬۸۳۴    | ۳۵٫۳۶ | ۱    | پیروزی | [ ۲۲ ] |
| ۱۴۰۲ | مجلس شورای اسلامی | ۱۵٬۴۱۷    | ۳۰٫۷۷ | ۲    | شکست   |        |

## موضع‌گیری‌ها
مرحبا از مخالفان طرح صیانت از حقوق کاربران در فضای مجازی بوده‌است. همچنین او جزو مخالفان نرخ ارز ترجیحی و تعیین دستوری قیمت است. از سوی دیگر، وی در زمرهٔ موافقان ایجاد رمزریال و نیز تشکیل دوبارهٔ وزارت بازرگانی می‌باشد. مرحبا پرداخت بدهی دولت به بانک‌ها از طریق روش‌هایی مانند تهاتر یا تجدید ارزیابی دارایی‌های بانک‌ها را «پاک کردن صورت مسئله» می‌داند.